# Utah Jazz 2016-2017
La stagione 2016-2017 degli Utah Jazz è stata la 44ª stagione della franchigia nella NBA.

## Draft
| Giro | Scelta | Giocatore        | Ruolo | Nazionalità | Università/Squadra |
| ---- | ------ | ---------------- | ----- | ----------- | ------------------ |
| 2    | 42     | Isaiah Whitehead | PM/G  | Stati Uniti | Seton Hall Pirates |
| 2    | 52     | Joel Bolomboy    | AG/C  | Ucraina     | Weber St. Wildcats |
| 2    | 60     | Tyrone Wallace   | PM    | Stati Uniti | Calif. G. Bears    |

## Roster
| \| Pos. \| Num. \| Naz. \| Nome \| Altezza \| Peso \| Data nascita \| Provenienza \| \| ---- \| ---- \| ------------------------------------------ \| ------------------- \| ------- \| ------ \| ------------ \| ---------------------- \| \| G/AP \| 2 \| Australia (bandiera) \| Ingles, Joe \| 203 cm \| 103 kg \| 02-10-1987 \| Lake Ginninderra (AUS) \| \| P \| 3 \| Stati Uniti (bandiera) \| Hill, George \| 191 cm \| 85 kg \| 04-05-1986 \| IUPUI \| \| G \| 5 \| Stati Uniti (bandiera) \| Hood, Rodney \| 203 cm \| 93 kg \| 20-10-1992 \| Duke \| \| AP \| 6 \| Stati Uniti (bandiera) \| Johnson, Joe \| 201 cm \| 109 kg \| 29-06-1981 \| Arkansas \| \| P \| 8 \| Stati Uniti (bandiera) \| Mack, Shelvin \| 191 cm \| 92 kg \| 22-04-1990 \| Butler \| \| G \| 10 \| Stati Uniti (bandiera) \| Burks, Alec \| 198 cm \| 97 kg \| 20-07-1991 \| Colorado \| \| P \| 11 \| Australia (bandiera) \| Exum, Danté \| 198 cm \| 86 kg \| 13-07-1995 \| Lake Ginninderra (AUS) \| \| AG/C \| 15 \| Stati Uniti (bandiera) \| Favors, Derrick \| 208 cm \| 120 kg \| 15-07-1991 \| Georgia Tech \| \| AP \| 20 \| Stati Uniti (bandiera) \| Hayward, Gordon (C) \| 203 cm \| 103 kg \| 23-03-1990 \| Butler \| \| AG/C \| 21 \| Ucraina (bandiera) \| Bolomboy, Joel \| 206 cm \| 107 kg \| 28-01-1994 \| Weber State \| \| C \| 24 \| Stati Uniti (bandiera) \| Withey, Jeff \| 213 cm \| 105 kg \| 07-03-1990 \| Kansas \| \| P \| 25 \| Brasile (bandiera) · Italia (bandiera) \| Neto, Raul \| 185 cm \| 81 kg \| 19-05-1992 \| Brasile \| \| C \| 27 \| Francia (bandiera) \| Gobert, Rudy (C) \| 216 cm \| 111 kg \| 26-06-1992 \| Francia \| \| AG \| 33 \| Francia (bandiera) \| Diaw, Boris \| 203 cm \| 113 kg \| 16-04-1982 \| INSEP (FRA) \| \| AG \| 41 \| Canada (bandiera) · Stati Uniti (bandiera) \| Lyles, Trey \| 208 cm \| 106 kg \| 05-11-1995 \| Kentucky \| | Allenatore - Quin Snyder Assistente/i - Johnnie Bryant - Alex Jensen - Brad Jones - Igor Kokoškov - Antonio Lang - Mike Wells - Mark McKown - Jeff Watkinson Legenda - (C) Capitano - (FA) Free agent - (S) Sospeso - (TW) Contratto Two-way - (GL) Assegnato a squadra G League affiliata - Infortunato Roster • Transazioni · Ultima transazione: 24 febbraio 2017 |                                            |                     |         |        |              |                        |
| Pos. | Num. | Naz.                                       | Nome                | Altezza | Peso   | Data nascita | Provenienza            |
| G/AP | 2 | Australia (bandiera)                       | Ingles, Joe         | 203 cm  | 103 kg | 02-10-1987   | Lake Ginninderra (AUS) |
| P | 3 | Stati Uniti (bandiera)                     | Hill, George        | 191 cm  | 85 kg  | 04-05-1986   | IUPUI                  |
| G | 5 | Stati Uniti (bandiera)                     | Hood, Rodney        | 203 cm  | 93 kg  | 20-10-1992   | Duke                   |
| AP | 6 | Stati Uniti (bandiera)                     | Johnson, Joe        | 201 cm  | 109 kg | 29-06-1981   | Arkansas               |
| P | 8 | Stati Uniti (bandiera)                     | Mack, Shelvin       | 191 cm  | 92 kg  | 22-04-1990   | Butler                 |
| G | 10 | Stati Uniti (bandiera)                     | Burks, Alec         | 198 cm  | 97 kg  | 20-07-1991   | Colorado               |
| P | 11 | Australia (bandiera)                       | Exum, Danté         | 198 cm  | 86 kg  | 13-07-1995   | Lake Ginninderra (AUS) |
| AG/C | 15 | Stati Uniti (bandiera)                     | Favors, Derrick     | 208 cm  | 120 kg | 15-07-1991   | Georgia Tech           |
| AP | 20 | Stati Uniti (bandiera)                     | Hayward, Gordon (C) | 203 cm  | 103 kg | 23-03-1990   | Butler                 |
| AG/C | 21 | Ucraina (bandiera)                         | Bolomboy, Joel      | 206 cm  | 107 kg | 28-01-1994   | Weber State            |
| C | 24 | Stati Uniti (bandiera)                     | Withey, Jeff        | 213 cm  | 105 kg | 07-03-1990   | Kansas                 |
| P | 25 | Brasile (bandiera) · Italia (bandiera)     | Neto, Raul          | 185 cm  | 81 kg  | 19-05-1992   | Brasile                |
| C | 27 | Francia (bandiera)                         | Gobert, Rudy (C)    | 216 cm  | 111 kg | 26-06-1992   | Francia                |
| AG | 33 | Francia (bandiera)                         | Diaw, Boris         | 203 cm  | 113 kg | 16-04-1982   | INSEP (FRA)            |
| AG | 41 | Canada (bandiera) · Stati Uniti (bandiera) | Lyles, Trey         | 208 cm  | 106 kg | 05-11-1995   | Kentucky               |

## Mercato

### Free Agency

#### Acquisti
| Giocatore   | Contratto                      | Provenienza |
| ----------- | ------------------------------ | ----------- |
| Joe Johnson | 2 anni – 22 milioni di dollari | Miami Heat  |

#### Cessioni
| Giocatore     | Motivo                         | Nuova squadra |
| ------------- | ------------------------------ | ------------- |
| Trevor Booker | 2 anni – 18 milioni di dollari | Brooklyn Nets |

### Scambi
| 23 giugno 2016 | Utah Jazz Draft rights Marcus Paige Cash considerations                  | Brooklyn NetsDraft rights Isaiah Whitehead    |
| 7 luglio 2016  | Utah Jazz Scelta secondo turno Draft 2021                                | Wash. Wizards Trey Burke                      |
| 8 luglio 2016  | Utah Jazz Boris Diaw Scelta secondo turno Draft 2022 Cash considerations | San Antonio Spurs Draft rights Olivier Hanlan |